# Manfred von Brauchitsch
Manfred von Brauchitsch (ur. 15 sierpnia 1905 roku w Hamburgu, zm. 5 lutego 2003 roku w Stuttgarcie) – niemiecki kierowca wyścigowy.

## Kariera
W swojej karierze wyścigowej von Brauchitsch poświęcił się startom w wyścigach Grand Prix. W 1934 roku odniósł zwycięstwo w Eifelrennen na słynnym torze Nürburgring. W latach 1935–1939 był kierowcą tzw. „Srebrnych strzał” w Mistrzostwach Europy AIACR. W pierwszym sezonie startów stanął na drugim stopniu podium w Grand Prix Niemiec i był trzeci w Grand Prix Hiszpanii. Z dorobkiem 25 punktów uplasował się na piątej pozycji w klasyfikacji generalnej. Rok później uplasował się na dziesiątym miejscu. W sezonach 1937–1938 w klasyfikacji generalnej Mistrzostw Europy plasował się na drugiej pozycji. Wygrał w tym czasie dwa wyścigi: Grand Prix Monako 1937 oraz Grand Prix Francji 1938. Poza tym był drugi w Grand Prix Niemiec 1937. W 1939 roku dwukrotnie stawał na najniższym stopniu podium. Uzbierane dziewiętnaście punktów dało mu czwartą pozycję w końcowej klasyfikacji kierowców.